# SoftBank 820SC
SoftBank 820SC（ソフトバンク はちにいまる エスシー）は、韓国のサムスン電子によって開発された、ソフトバンクモバイルの第三世代携帯電話 (SoftBank 3G) 端末である。2008年2月22日発売。

## 主な機能・サービス
| 主な対応サービス         | 主な対応サービス       | 主な対応サービス     | 主な対応サービス |
| ------------------------ | ---------------------- | -------------------- | ---------------- |
| S!一斉トーク             | S!ともだち状況         | Yahoo!mocoa          |                  |
| S!ループ                 | S!タウン               | S!速報ニュース       |                  |
| PCサイトブラウザ         | 電子コミック           | S!アプリ             |                  |
| 着うたフル／着うた       | アレンジメール         | S!電話帳バックアップ |                  |
| S!FeliCa                 | S!ミュージックコネクト | S!GPSナビ            |                  |
| コンテンツおすすめメール | TVコール               | 国際ローミング       |                  |
| ワンセグ                 | 3G ハイスピード        | S!おなじみ操作       |                  |

## 特徴
サムスンの日本向け端末で初めて、回転2軸折り畳み機構を採用している。筐体は金属風仕上げの表面に一切の飾りを持たず、簡潔な印象のあるデザインである。その中で、筐体を閉じると表側に来る面に、正方形の有機ELディスプレイを備えている。その真裏に当たるメイン液晶画面にも2.6インチサイズの有機ELを採用し、その四隅に、テレビ視聴時にチャンネルの送り/戻しや各種設定の行える、小さな正方形で図示されたタッチセンサーを配しているのが特徴的である。キーボードは、方向キーも含め、正方形をモチーフにデザインされており、キーの配置は国産端末と比較しても一般的なものとなっている。そのキーボード側のさらに裏面に、カメラレンズとフラッシュライトが配置され、全面を電池パック蓋で覆った構造と相まって、印象はあたかも専用コンパクトデジタルカメラを思わせる。
人体側頭部に吸収される電波の平均エネルギー量を表す比吸収率（SAR：Specific Absorption Rate）が0.056W/kgであり、近年発売された機種と比較すると非常に低い数値である。
日本では電波法関連省令（無線設備規則第14条の2）で規定され、2.0W/kgが上限とされている。
この機種は、日本発売後に機関認定を再取得し、ブラジル市場向けにSGH-V820Lの型番で、当地の携帯通信事業者、Vivo（ヴィーヴォ）に供給が始まった。ブラジルは日本式地上デジタルテレビジョン放送規格であるISDB-T方式の携帯機器向けデジタル放送規格を採用している数少ない国の一つであり、日本と同様にワンセグ放送の受信が可能である。ただし、日本版及びブラジル版とも、国際ローミングで双方の国に持って行っても、現地ワンセグ放送の受信は不可である。